# Nikifor Miedwiediew
Nikifor Wasiljewicz Miedwiediew (ros. Никифор Васильевич Медведев; ur. 7 lutego?/19 lutego 1888, zm. 18 kwietnia 1974 w Moskwie) – radziecki dowódca wojskowy, generał porucznik od 1940.

## Życiorys
Uczestniczył w I wojnie światowej i w walkach przeciwko białym w czasie wojny domowej w Rosji.
Członek partii komunistycznej.
W Armii Czerwonej od 1918 roku. Absolwent Akademii Wojennej Armii Czerwonej. Za udział w wojnie domowej nagrodzony dwukrotnie Orderem Czerwonego Sztandaru. Od 1924 był komendantem i komisarzem Krymskiej i Twerskiej Szkoły Kawalerii, dowódcą i komisarzem 8 Wydzielonej Turkiestańskiej Brygady Kawalerii. Od 1937 dowódca sił pancernych Leningradzkiwgo Okręgu Wojskowego. Od 1938 zastępca dowódcy  Północnokaukaskiego Wojskowego. We wrześniu 1939 dowódca 11 Armii, wziął udział w agresji ZSRR na Polskę. Od 1941 zastępca dowódcy, a od 1942 do 1944 dowódca wojsk Syberyjskiego Okręgu Wojskowego. Od 1944 dowodził XVII Gwardyjskim Korpusem Strzeleckim w ramach 4 Frontu Ukraińskiego, brał udział w pokonaniu grupy wojsk niemieckich w Czechosłowacji. Od 1945 w stanie spoczynku.
Odznaczony dwukrotnie Orderem Lenina, Orderem Kutuzowa i Orderem Wojny Ojczyźnianej.